# República (station)
República är en tunnelbanestation i tunnelbanesystemet Metro de Santiago i Santiago, Chile. Stationen ligger på Linje 1 (Línea 1). Den nästföljande stationen i riktning mot Escuela Militar är Los Héroes och i riktning mot San Pablo är det Unión Latinoamericana. Stationen ligger under korsningen mellan Alameda del Libertador Bernardo O'Higgins och Avenida Ricardo Cumming i kommunen Santiago Centro.